# Calomyscus bailwardi
Calomyscus bailwardi е вид гризач от семейство Мишкови (Muridae). Видът не е застрашен от изчезване.

## Разпространение и местообитание
Разпространен е в Иран.
Обитава гористи местности, планини, възвишения, хълмове, долини и степи в райони с умерен климат.

## Описание
Теглото им е около 21,4 g.
Продължителността им на живот е около 9,4 години.